# Patrick Brymer
Patrick Brymer (* vor 1977) ist ein Schauspieler.

## Leben
Brymer hatte sein Spielfilmdebüt 1977 in Sidney Lumets für drei Oscars nominierten Drama Equus – Blinde Pferde, dies war jedoch kaum mehr als eine Statistenrolle. Anfang der 1980er Jahre spielte er in einer Reihe von kleineren Filmproduktionen; neben William Shatner im Thriller Die Entführung des Präsidenten, an der Seite von Helen Shaver in Coming Out Alive, mit Margot Kidder in Heartaches, zusammen mit Meg Foster und Kim Cattrall in Das süße Wort Verheißung sowie im Horrorfilm Avanaida – Todesbiss der Satansviper neben Peter Fonda und Oliver Reed.
In der Folge hatte Brymer hauptsächlich Engagements bei kanadischen Fernsehproduktionen wie Die Campbells und Katts und Dog. 1994 spielte er den tumben Ritter Red John im deutschen Science-Fiction-Film High Crusade – Frikassee im Weltraum. In dasselbe Jahr fiel eine Gastrolle in der kurzlebigen Sitcom Blue Skies mit Stephen Tobolowsky in einer der Hauptrollen. Dies waren seine letzten dokumentierten Auftritte als Film- und Fernsehdarsteller.

## Filmografie (Auswahl)

### Fernsehen
- 1981: Cagney & Lacey (1 Folge)
- 1985, 1988: Nachtstreife (Night Heat, 2 Folgen)
- 1986: Adderly (1 Folge)
- 1986, 1990: Die Campbells (The Campbells, 3 Folgen)
- 1987: Die Waffen des Gesetzes (Street Legal, 1 Folge)
- 1988: T. and T. (1 Folge)
- 1988: Katts und Dog (Katts and Dog, 1 Folge)
- 1989: Erben des Fluchs (Friday the 13th: The Series, 1 Folge)
- 1994: Blue Skies (2 Folgen)

### Film
- 1977: Equus – Blinde Pferde (Equus)
- 1980: Die Entführung des Präsidenten (The Kidnapping of the President)
- 1981: Heartaches
- 1981: Das süße Wort Verheißung (Ticket to Heaven)
- 1983: Avanaida – Todesbiss der Satansviper (Spasms)
- 1993: Robin Hood – Helden in Strumpfhosen (Robin Hood: Men in Tights)
- 1994: High Crusade – Frikassee im Weltraum (The High Crusade)